# Malmiana philotherma
Malmiana philotherma är en ringmaskart som beskrevs av Sawyer, Lawler och Overstreet 1975. Malmiana philotherma ingår i släktet Malmiana och familjen fiskiglar. Inga underarter finns listade i Catalogue of Life.